# 滨海安娜维尔
滨海安娜维尔（法語：Anneville-sur-Mer，法語發音：[anvil syʁ mɛʁ]）是法国芒什省的一个旧市镇，属于库唐斯区。2019年，滨海安娜维尔与临近的2个市镇并入市镇滨海古维尔。

## 地理
滨海安娜维尔（49°7'6"N, 1°34'49"W）面积3.73 平方千米，位于法国诺曼底大区芒什省，该省份为法国西北部沿海省份，西、北、东北三面环大西洋，东起顺时针与卡爾瓦多斯省、奧恩省、马耶讷省和伊勒-维莱讷省接壤。
与滨海安娜维尔接壤的市镇（或旧市镇、城区）包括：热福斯、滨海古维尔。

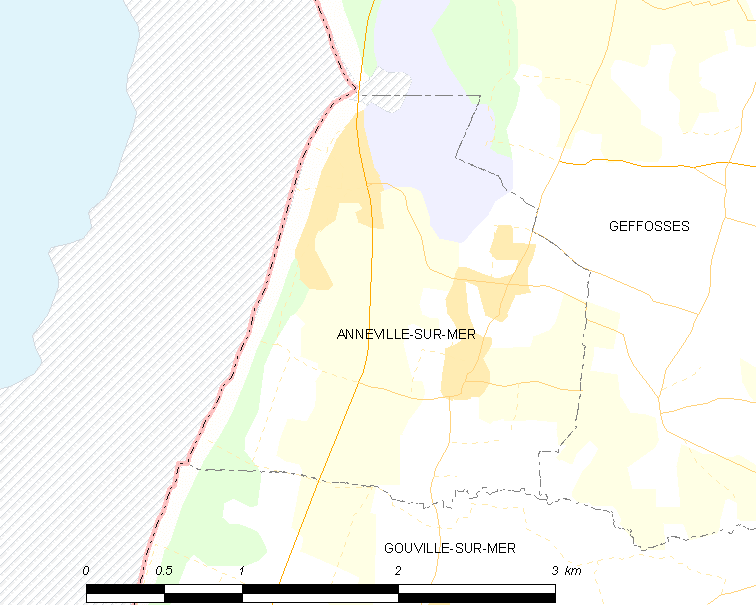
滨海安娜维尔的OSM定位图

滨海安娜维尔的时区为UTC+01:00、UTC+02:00（夏令时）。

## 行政
滨海安娜维尔的邮政编码为50560，INSEE市镇编码为50014。

## 政治
滨海安娜维尔所属的省级选区为阿贡-库坦维尔县。

## 人口

1962-2008年间滨海安娜维尔人口变化图示

滨海安娜维尔于2018年1月1日时的人口数量为239人。